# Genoma mitocondrial

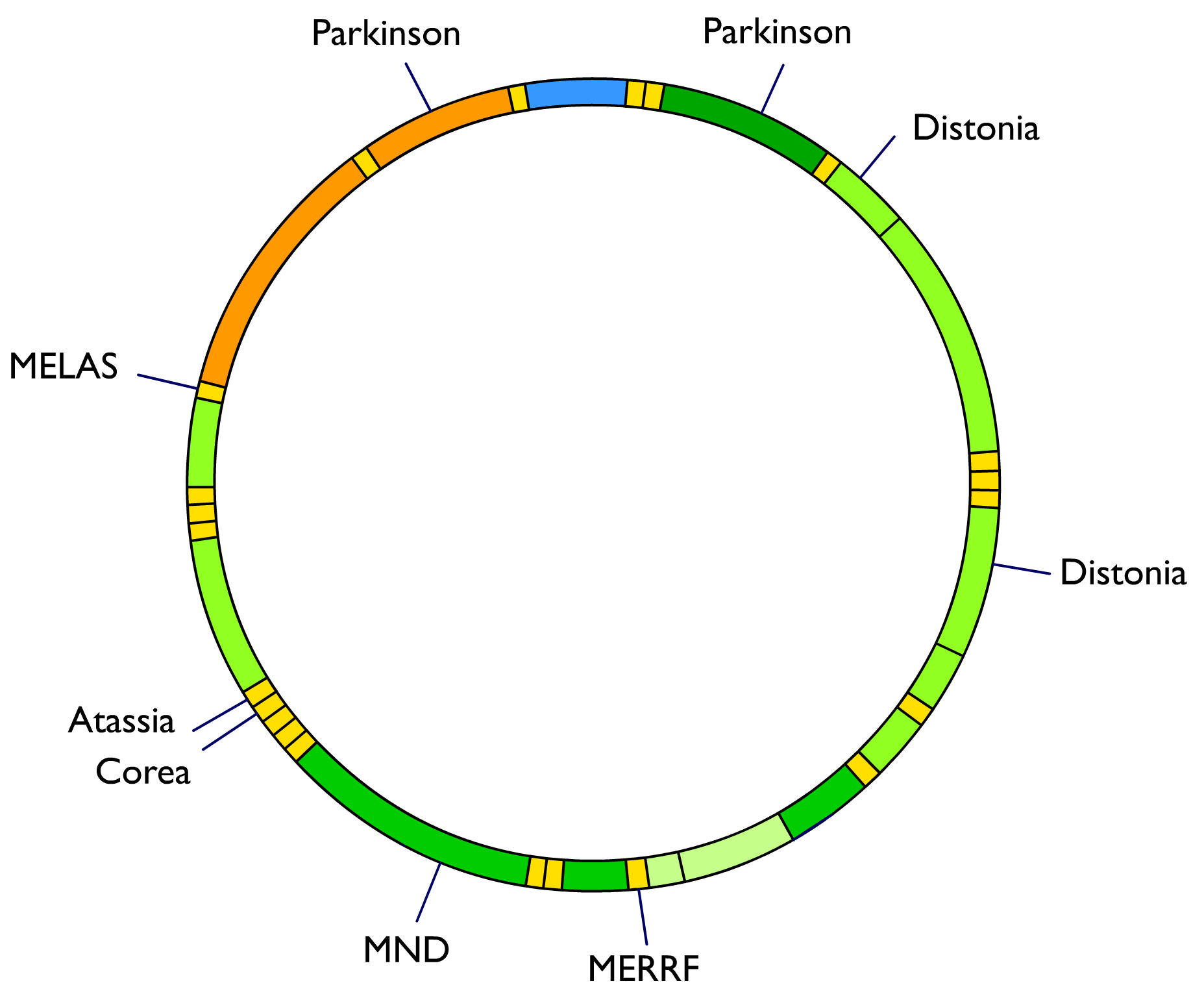
Representación del ADN mitocondrial mostrando los loci afectados en algunas enfermedades humanas.

El genoma mitocondrial o ADN mitocondrial (ADNmt/ADNm) es el material genético presente en las mitocondrias, los orgánulos que realizan la respiración celular. El ADN mitocondrial se reproduce por sí mismo semi-autónomamente cuando la célula eucariota se divide.

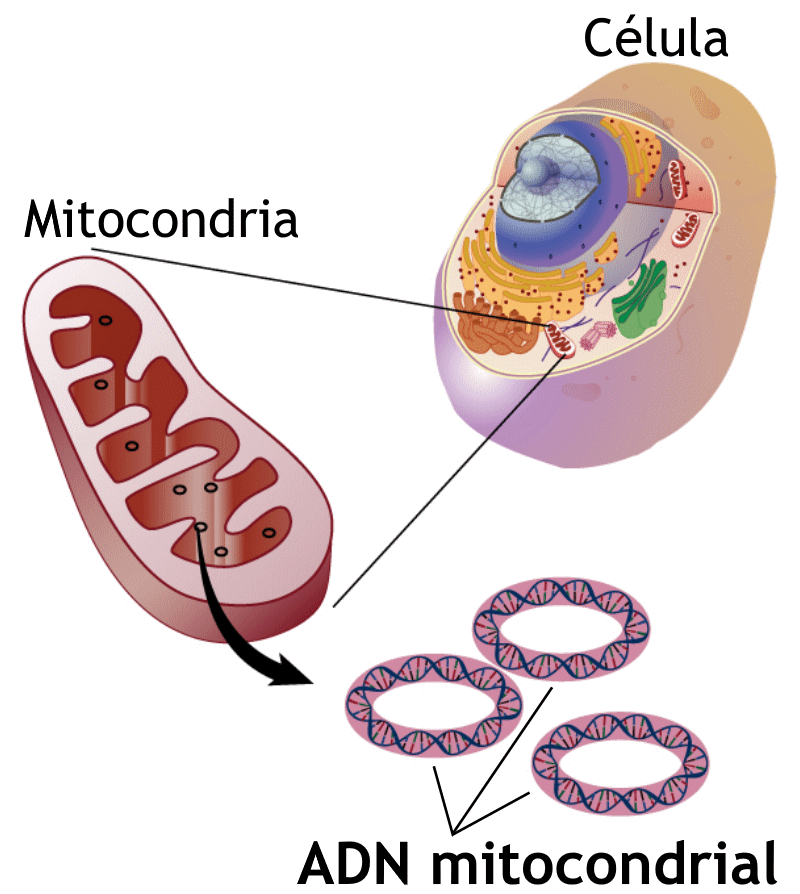
El ADN mitocondrial es el pequeño cromosoma circular que se encuentra en el interior de las mitocondrias. Estos orgánulos, presentes en todas las células eucariotas, son el motor de la célula. Las mitocondrias, y por tanto el ADN mitocondrial, se transmiten exclusivamente de madre a hijo a través del óvulo.

El ADN mitocondrial fue descubierto en 1963, por Margit M. K. Nass y Sylvan Nass utilizando microscopía electrónica y un marcador sensitivo al ADN mitocondrial.
Evolutivamente, el ADN mitocondrial probablemente desciende de genomas circulares que fueron englobados por un antiguo ancestro  de las células eucarióticas.

## Características
Este ADN, al igual que los ADN bacterianos, es una molécula bicatenaria, circular, cerrada, sin extremos (cromosoma mitocondrial). En los seres humanos tiene un tamaño de 16.569 pares de bases, conteniendo un pequeño número de genes, distribuidos entre la cadena H (de heavy, pesada en inglés) y la cadena L (de light, ligera), debido a su diferente densidad cuando son centrifugadas en gradiente de CsCl.
El número de genes en el ADN mitocondrial es de 37, frente a los 20.000 - 25.000 genes del ADN cromosómico nuclear humano. 
Codifica dos ARN ribosómicos, 22 ARN de transferencia y 13 proteínas que participan en la fosforilación oxidativa. El cromosoma mitocondrial se organiza en «nucleoides», de tamaño variable y de unos 0,068 nanómetros de tamaño en humanos, y formados por entre 5-7 cromosomas y algunas proteínas, como el factor de transcripción mitocondrial A, la proteína de unión a ADN mitocondrial de cadena sencilla y la helicasa Twinkle. Su número por mitocondria es muy variable, pero su distribución se realiza a intervalos fijos, y muchos de ellos parecen localizarse en los «tubos mitocondriales». Parece ser que los nucleoides mitocondriales podrían tener un comportamiento «en capas», llevando a cabo la replicación en su centro, mientras que en la periferia sitúan la traducción de las proteínas necesarias para la cadena respiratoria. El número de tales nucleoides sería de varios cientos (400-800) en células de cultivo, y mucho menores en otras especies en que su tamaño es mayor.
El ADN mitocondrial está en replicación constante, independientemente del ciclo y del tipo celular. Se piensa que tiene lugar de forma asíncrona, es decir, que tiene lugar en las dos cadenas en tiempos diferentes y con dos orígenes distintos hacia direcciones contrarias. El comienzo tendría lugar en el origen de la cadena pesada, situado en el bucle D, y replicaría ésta tomando como molde la cadena ligera. Cuando se alcanza el segundo origen, situado a dos tercios de distancia del primero, comienza la segunda ronda de replicación en sentido opuesto. Se ha propuesto un nuevo sistema de replicación que coexistiría con el primero. Sería bidireccional y comportaría una coordinación entre hebras directas y retrasadas. En la replicación en mamíferos estarían involucradas la polimerasa γ y la helicasa twinkle.
El ADN mitocondrial está sometido a un importante estrés por su proximidad con los centros de producción de radicales libres de oxígeno, de forma que disponen de una variada y compleja maquinaria de reparación, lo cual incluye diversas formas de recombinación, tanto homóloga como inhomóloga

## Origen filogenético
El genoma mitocondrial de los eucariotas se originó probablemente tras la endocitosis de una eubacteria aeróbica y la subsecuente transferencia sucesiva de muchos genes hacia el genoma nuclear.
Esta hipótesis surgió debido a que la organización del genoma mitocondrial es radicalmente diferente del genoma nuclear. Los genomas mitocondriales presentan varias características de los genomas procariotas como:
- Pequeño en tamaño.
- Ausencia de intrones.
- Porcentaje muy elevado de ADN codificante.
- Ribosomas de 70S.
- Falta generalizada de secuencias repetidas y genes de ARNr comparativamente pequeños, parecidos a los de procariotas.

La evolución del código genético mitocondrial es probablemente el resultado de una presión de selección reducida en respuesta a una capacidad codificante muy disminuida.

## Estructura del genoma y diversidad
En todos los organismos, hay seis tipos principales de genomas que se encuentran en los genomas mitocondriales, clasificados por su estructura (es decir, circular versus lineal), tamaño, presencia de intrones o estructuras similares a plásmidos, y si el material genético es una molécula singular o una colección de moléculas homogéneas o moléculas heterogéneas. En muchos organismos unicelulares (p. ej., el ciliado Tetrahymena y el alga verde Chlamydomonas reinhardtii), y en casos raros también, en organismos multicelulares (p. ej., en algunas especies de Cnidaria), el ADNmt se encuentra como ADN linealmente organizado. La mayoría de estos ADNmt lineales poseen telómeros independientes de la telomerasa (es decir, los extremos del ADN lineal) con diferentes modos de replicación, lo que los ha convertido en objetos de investigación interesantes, ya que muchos de estos organismos unicelulares con ADNmt lineal son patógenos conocidos.

### Animales
La mayoría de los animales, específicamente los animales bilaterales, tienen un genoma mitocondrial circular. Sin embargo, los clados Medusozoa y Calcarea tienen especies con cromosomas mitocondriales lineales. En términos de pares de bases, la anémona Isarachnanthus nocturnus tiene el genoma mitocondrial más grande de todos los animales con 80.923 pb. En febrero de 2020, se descubrió un parásito relacionado con las medusas, Henneguya salminicola, que carece de genoma mitocondrial pero conserva estructuras consideradas orgánulos relacionados con mitocondrias. Además, los genes del ADN nuclear involucrados en la respiración aeróbica y en la replicación y transcripción del ADN mitocondrial estaban ausentes o presentes solo como pseudogenes. Este es el primer organismo multicelular conocido por tener esta ausencia de respiración aeróbica y vive completamente libre de la dependencia del oxígeno.

### Plantas y hongos
Hay tres tipos diferentes de genomas mitocondriales que se encuentran en plantas y hongos. El primer tipo es un genoma circular que tiene intrones (tipo 2) y puede variar de 19 a 1000 kbp de longitud. El segundo tipo de genoma es un genoma circular (alrededor de 20 a 1000 kpb) que también tiene una estructura similar a un plásmido (1 kb) (tipo 3). El último tipo de genoma que se puede encontrar en plantas y hongos es un genoma lineal formado por moléculas de ADN homogéneas (tipo 5). Existe una gran variación en el contenido y tamaño de los genes de ADNmt entre los hongos y las plantas, aunque parece haber un subconjunto central de genes que están presentes en todos los eucariotas (excepto en los pocos que no tienen mitocondrias). En Fungi, sin embargo, no hay un solo gen compartido entre todos los mitogenomas. Algunas especies de plantas tienen genomas mitocondriales enormes, con ADNmt de Silene cónica que contiene hasta 11 300 000 pares de bases. Sorprendentemente, incluso esos enormes ADNmt contienen la misma cantidad y tipos de genes que las plantas relacionadas con ADNmt mucho más pequeños. El genoma de la mitocondria del pepino (Cucumis sativus) consta de tres cromosomas circulares (longitudes 1556, 84 y 45 kilobases), que son enteramente o en gran parte autónomos con respecto a su replicación.

### Protistas
Los protistas contienen los genomas mitocondriales más diversos, son cinco tipos diferentes que se encuentran en este reino. Los tipos 2, 3 y 5 mencionados en los genomas de plantas y hongos también existen en algunos protistas. Además existem dos tipos de genoma únicos. Uno de estos tipos únicos es una colección heterogénea de moléculas de ADN circulares (tipo 4), mientras que el otro es una colección heterogénea de moléculas lineales (tipo 6). Los tipos de genoma 4 y 6 varían cada uno de 1 a 200 kpb de tamaño. El genoma mitocondrial más pequeño secuenciado hasta la fecha es el ADNmt de 5967 pb del parásito Plasmodium falciparum. La transferencia de genes endosimbiótica, el proceso mediante el cual los genes que fueron codificados en el genoma mitocondrial se transfieren al genoma principal de la célula, probablemente explica por qué los organismos más complejos, como los humanos, tienen genomas mitocondriales más pequeños que los organismos más simples, como los protistas.

## Replicación
El ADN mitocondrial es replicado por el complejo ADN polimerasa gamma que está compuesto por una ADN polimerasa catalítica de 140 kDa codificada por el gen POLG y dos subunidades accesorias de 55 kDa codificadas por el gen POLG2. La maquinaria del replisoma está formada por ADN polimerasa, TWINKLE y proteínas SSB mitocondriales. TWINKLE es una helicasa que desenrolla tramos cortos de dsDNA en la dirección 5' a 3'. Todos estos polipéptidos están codificados en el genoma nuclear. Durante la embriogénesis, la replicación del mtDNA está estrictamente regulada a la baja desde el ovocito fertilizado hasta el embrión previo a la implantación. La reducción resultante en el número de copias por célula de mtDNA juega un papel en el cuello de botella mitocondrial, aprovechando la variabilidad de célula a célula para mejorar la herencia de mutaciones dañinas. Según Justin St. John y sus colegas, "en la etapa de blastocisto, el inicio de la replicación del mtDNA es específico de las células del trofectodermo. Por el contrario, las células de la masa celular interna restringen la replicación del mtDNA hasta que reciben las señales. para diferenciarse a tipos de células específicas".

## Tasa de mutación del ADN mitocondrial
El ADN mitocondrial codifica trece proteínas involucradas en la producción de energía celular y procesos de fosforilación oxidativa. Por lo tanto, el entorno que rodea la mitocondria y el ADN mitocondrial está expuesto al daño oxidativo producido por los radicales libres generados en ese metabolismo. Si a esto se le añade el hecho de que el material genético de las mitocondrias no está protegido por histonas como lo está el ADN nuclear, y que los mecanismos de reparación de daños el ADN son poco eficientes en las mitocondrias, obtenemos como resultado que la tasa de mutación aumenta hasta ser diez veces mayor que la del genoma nuclear.[cita requerida]

## Mutaciones y enfermedad

### Susceptibilidad
El concepto de que el mtDNA es particularmente susceptible a las especies reactivas de oxígeno generadas por la cadena respiratoria debido a su proximidad sigue siendo controvertido. El mtDNA no acumula más daño oxidativo que el DNA nuclear. Se ha demostrado que al menos algunos tipos de daño oxidativo del ADN se reparan de manera más eficiente en las mitocondrias que en el núcleo. El mtDNA está empaquetado con proteínas que parecen ser tan protectoras como las proteínas de la cromatina nuclear. Además, las mitocondrias desarrollaron un mecanismo único que mantiene la integridad del mtDNA a través de la degradación de los genomas excesivamente dañados seguido de la replicación del mtDNA intacto/reparado. Este mecanismo no está presente en el núcleo y está habilitado por múltiples copias de mtDNA presentes en las mitocondrias. El resultado de la mutación en el mtDNA puede ser una alteración en las instrucciones de codificación de algunas proteínas, que puede tener un efecto sobre el metabolismo y/o el estado físico del organismo.

### Enfermedades genéticas
Las mutaciones del ADN mitocondrial pueden provocar una serie de enfermedades, incluida la intolerancia al ejercicio y el síndrome de Kearns-Sayre (KSS), que hace que una persona pierda la función completa de los movimientos del corazón, los ojos y los músculos. Cierta evidencia sugiere que podrían ser los principales contribuyentes al proceso de envejecimiento y las patologías asociadas con la edad. Particularmente en el contexto de la enfermedad, la proporción de moléculas de mtDNA mutantes en una célula se denomina heteroplasmia. Las distribuciones intracelulares y entre células de la heteroplasmia dictan el inicio y la gravedad de la enfermedady están influenciadas por procesos estocásticos complicados dentro de la célula y durante el desarrollo.Las mutaciones en los ARNt mitocondriales pueden ser responsables de enfermedades graves como los síndromes MELAS y MERRF. Las mutaciones en los genes nucleares que codifican las proteínas que utilizan las mitocondrias también pueden contribuir a las enfermedades mitocondriales. Estas enfermedades no siguen los patrones de herencia mitocondrial, sino que siguen los patrones de herencia mendeliana.

### Uso en diagnóstico de enfermedades
Recientemente, se están empezando a utilizar mutaciones en el mtDNA para ayudar a diagnosticar el cáncer de próstata en pacientes con biopsia de próstata negativa.Las alteraciones del mtDNA se pueden detectar en los biofluidos de pacientes con cáncer. El mtDNA se caracteriza por la alta tasa de polimorfismos y mutaciones. Algunos de los cuales se reconocen cada vez más como una causa importante de patología humana, como los trastornos de fosforilación oxidativa (OXPHOS), diabetes y sordera hereditarias maternas (MIDD), diabetes mellitus tipo 2, enfermedad neurodegenerativa, insuficiencia cardíaca y cáncer.

### DNAmt y envejecimiento
Aunque se trata de un tema controvertido, algunas pruebas sugieren que existe un vínculo entre el envejecimiento y la disfunción del genoma mitocondrial. En esencia, las mutaciones en el mtDNA alteran un cuidadoso equilibrio entre la producción de especies reactivas de oxígeno (ROS) y la eliminación enzimática de ROS (por enzimas como superóxido dismutasa, catalasa, glutatión peroxidasa y otras). Sin embargo, algunas mutaciones que aumentan la producción de ROS (p. ej., al reducir las defensas antioxidantes) en los gusanos aumentan, en lugar de disminuir, su longevidad. Además, las ratas topo desnudas, roedores del tamaño de ratones, viven aproximadamente ocho veces más que los ratones a pesar de tener menos defensas antioxidantes, en comparación con los ratones, y un mayor daño oxidativo a las biomoléculas. En un inicio se pensó que había un ciclo de retroalimentación positiva en el trabajo (un 'círculo vicioso'); a medida que el ADN mitocondrial acumula daño genético causado por los radicales libres, las mitocondrias pierden su función y filtran radicales libres al citosol. Una disminución en la función mitocondrial reduce la eficiencia metabólica general. Sin embargo, este concepto fue refutado de manera concluyente cuando se demostró que los ratones, que fueron alterados genéticamente para acumular mutaciones de mtDNA a un ritmo acelerado, envejecen prematuramente, pero sus tejidos no producen más ROS como predice la hipótesis del 'ciclo vicioso'.  Apoyando un vínculo entre la longevidad y el ADN mitocondrial, algunos estudios han encontrado correlaciones entre las propiedades bioquímicas del ADN mitocondrial y la longevidad de las especies. La aplicación de un eliminador de ROS específico de la mitocondria, que condujo a una longevidad significativa de los ratones estudiados,,sugiere que las mitocondrias todavía pueden estar bien implicadas en el envejecimiento. Se está realizando una amplia investigación para investigar más a fondo este vínculo y los métodos para combatir el envejecimiento. En la actualidad, la terapia génica y la suplementación nutracéutica son áreas populares de investigación en curso.Bjelakovic et al. analizó los resultados de 78 estudios entre 1977 y 2012, con un total de 296 707 participantes, y concluyó que los suplementos antioxidantes no reducen la mortalidad por todas las causas ni prolongan la esperanza de vida, mientras que algunos de ellos, como el betacaroteno, la vitamina E y dosis más altas de vitamina A, en realidad puede aumentar la mortalidad. En un estudio reciente, se demostró que la restricción dietética puede revertir las alteraciones del envejecimiento al afectar la acumulación de daño en el ADNmt en varios órganos de ratas. Por ejemplo, la restricción dietética evitó la acumulación de daño en el mtDNA relacionado con la edad en la corteza y lo disminuyó en los pulmones y los testículos.

### DNAmt y neurodegeneración
El aumento del daño en el mtDNA es una característica de varias enfermedades neurodegenerativas. Los cerebros de las personas con enfermedad de Alzheimer tienen niveles elevados de daño oxidativo del ADN tanto en el ADN nuclear como en el mtDNA, pero el mtDNA tiene niveles aproximadamente 10 veces más altos que el ADN nuclear. Se ha propuesto que las mitocondrias envejecidas son el factor crítico en el origen de la neurodegeneración en la enfermedad de Alzheimer. El análisis de los cerebros de los pacientes con EA sugirió un deterioro de la función de la vía de reparación del ADN, lo que provocaría una reducción de la calidad general del ADNmt. En la enfermedad de Huntington, la proteína huntingtina mutante provoca una disfunción mitocondrial que implica la inhibición del transporte de electrones mitocondriales, niveles más altos de especies reactivas de oxígeno y un aumento del estrés oxidativo.  La proteína huntingtina mutante promueve el daño oxidativo al ADNmt, así como al ADN nuclear, lo que puede contribuir a la patología de la enfermedad de Huntington. El producto de oxidación del ADN 8-oxoguanina (8-oxoG) es un marcador bien establecido del daño oxidativo del ADN. En las personas con esclerosis lateral amiotrófica (ELA), las enzimas que normalmente reparan los daños del ADN 8-oxoG en el ADNmt de las neuronas motoras espinales están dañadas. Por lo tanto, el daño oxidativo al mtDNA de las neuronas motoras puede ser un factor importante en la etiología de la ELA.

## Herencia
El ADN mitocondrial humano se hereda solo por vía materna. Según esta concepción, cuando un espermatozoide fecunda un óvulo penetra el núcleo y su cola junto con sus mitocondrias son destruidos en el óvulo materno. Por lo tanto, en el desarrollo del cigoto solo intervendrían las mitocondrias contenidas en el óvulo. 
Sin embargo, se ha demostrado que las mitocondrias del espermatozoide pueden ingresar al óvulo. Según algunos autores el ADN mitocondrial del padre puede perdurar en algunos tejidos, como los músculos. 
Según otros, no llega a heredarse al ser marcado por ubiquitinación y degradado.

### Eva mitocondrial

Ascendencia mitocondrial africana.

El ADN mitocondrial nos muestra la ascendencia matrilineal, en donde a nuestra ancestro común más reciente se la ha denominado «Eva mitocondrial».
A la Eva mitocondrial se le ha dado una antigüedad promedio de 190 000 años, y el lugar en que vivió podría coincidir con el de la mayor diversidad genética mitocondrial, que se encuentra en Tanzania, África oriental.

## Usos
El ADN mitocondrial puede ser usado para identificar individuos junto con otra evidencia. También es usado por laboratorios forenses para caracterizar viejas muestras de esqueleto humano. Distinto que el ADN nuclear, el ADN mitocondrial no sirve para identificar individuos sin ambigüedad, pero sí para detectar parentescos entre grupos de individuos; es usado entonces para comparaciones entre personas desaparecidas y restos no identificados y sus familiares.

### ADNmt para determinar parentescos
El ADN mitocondrial humano tiene características únicas que lo hacen muy apropiado para estudios microevolutivos: la herencia del genoma mitocondrial se realiza exclusivamente por la vía materna, sin recombinarse; hay un fragmento en este genoma de 400pb (pares de bases) altamente polimórfico, y posee una alta frecuencia de mutaciones (5 a 10 veces mayor que el ADN nuclear).
Este ADN se puede extraer de muestras de cualquier tejido, incluso de la sangre y del tejido óseo. Gracias a su presencia en el hueso se puede obtener el genoma de individuos ya muertos desde hace muchos años. El análisis de la secuencia genómica se usa para estudiar las relaciones filogenéticas, no solo en humanos, sino también en muchos otros organismos. Por este motivo se utiliza para determinar variabilidad en poblaciones naturales (para ver si hay o no endogamia), información útil para la conservación de especies en peligro de extinción.

### Otras aplicaciones
Hay estudios de investigación que utilizan genes mitocondriales que pueden ocasionar algún tipo de enfermedad. Algunos investigadores defienden que es posible que la tendencia a la obesidad se herede por genes mitocondriales de vía materna.[cita requerida] Este descubrimiento supone una vía de actuación contra este problema si se consiguiera regular el ADN mitocondrial con ciertos fármacos. El genoma mitocondrial posee infinidad de ventajas para estudiar relaciones evolutivas. Debido a su menor tamaño, el estudio del ADNmt es más fácil que el del ADN nuclear; además, se puede extraer en grandes cantidades, porque cada célula tiene varias mitocondrias. El ADNmt evoluciona más rápido y no se recombina, pasando intacto entre generaciones salvo por las mutaciones, facilitando la identificación de las relaciones entre organismos muy parecidos.
El ADNmt se usó por primera vez en 2016, cuando un grupo de investigación aplicó la técnica conocida como 'de los tres padres' que consiste en utilizar una pequeña porción de ADNmt de una segunda donante mujer, para evitar la enfermedad genética llamada Síndrome de Leigh, que afecta principalmente a las mitocondrias.

## Estudios de polimorfismo en el genoma humano

### Población europea
En el año 2000 un estudio sobre la genética humana realizado por la Universidad de Oxford basándose en el ADN mitocondrial proveniente de 6000 muestras concluyó que la población europea podía ser clasificada en siete clases, cada una de las cuales provenía de una sola mujer. La primera «Eva» europea vivió en la actual Grecia hace unos 45 000 años. Las otras seis Evas fueron apareciendo en distintos lugares y épocas: la segunda de ellas vivió en el Cáucaso hace 25 000 años; la tercera hace unos 20 000 en Toscana y la cuarta  hace 17 000 años en Cantabria; la quinta vivió en el área de los Pirineos hace 17 000 años; la sexta apareció en el centro de Italia hace 15 000 años y la séptima surgió aproximadamente hace 8500 años en Siria. Según dicho estudio se concluye que, salvo los lapones del norte de Noruega y Finlandia, todo el resto de la actual población europea resulta de la mezcla de aquellos siete clanes.

### Población chilena
Estudios en poblaciones vivas a través del polimorfismo permiten rastrear sus orígenes étnicos por la vía materna del ADNm. Para estudiar la  procedencia de la población chilena se seleccionaron individuos de Arica y de origen atacameño de San Pedro de Atacama y localidades cercanas, y otro grupo de individuos de Santiago. Los investigadores concluyeron que el 84 % de las muestras contenían haplogrupos mitocondriales indígenas, superior a lo calculado según los estudios realizados con marcadores nucleares. Es decir, que el principal aporte materno a los genes de la población actual de Santiago fue indígena, mientras que el aporte paterno fue europeo.
En el caso de las momias encontradas en el norte de Chile, en los valles de Azapa, Tarapacá y Camarones en la región de Tarapacá, el análisis del ADN mitocondrial permitió descubrir la procedencia de los pobladores antiguos de esta zona. En 2001 Moraga realizó una amplificación por medio de la polimerasa del ADN y su reacción (PCR) y planteó la hipótesis de un origen amazónico de las poblaciones andinas.

### Población puertorriqueña
Otro estudio de polimorfismo en la población de Puerto Rico ha demostrado ser una herramienta para los estudios evolutivos de estructura genética de la población.
Se presume que las primeras personas que habitaron la isla provenían de Norteamérica, probablemente de Florida, y conformaron un grupo primitivo que se conocía como arcaicos. Luego llegaron nativos de América del Sur, los Arawakan. Esto dio lugar a la formación de los indios taínos alrededor de 100 años antes de la llegada de Colón, que provocó la extinción del grupo indígena.
En un estudio se realizó el PCR en puertorriqueños de una misma región. Se identificaron un total de 266 sustituciones de nucleótido distribuidos entre 84 sitios, y 12 cambios de un solo nucleótido distribuido en longitud en 11 sitios. Se encontró, que la sustitución observada obedeció a la tendencia esperada hacia la transición en lugar de los acontecimientos tipo transversales. Análisis de la secuencia reveló la existencia de 33 linajes mitocondriales (linajes-mt) definidos por 20 posiciones variables. Estos 33 linajes-mt resultaron estar agrupados en cuatro grupos principales, que definieron el origen étnico de los puertorriqueños. Sesenta y ocho por ciento de los linajes-mt puertorriqueños resultaron ser similares a los linajes-mt del África Meridional.

### Población islandesa
Islandia fue una tierra deshabitada hasta el año 870 aproximadamente, cuando llegaron allí los primeros colonos irlandeses y vikingos. Un estudio realizado sobre miles de muestras de ADN mitocondrial de los islandeses reveló que el 37 % era de origen escandinavo, mientras que el porcentaje restante pertenecía a antepasados irlandeses y escoceses. También se encontró el haplogrupo C1, característico de los nativos americanos y en algunos pueblos del este de Asia. Una posible explicación es la captura de nativas norteamericanas por los vikingos durante sus exploraciones de este continente, como se relata en algunas sagas.